# Markus Parzeller
Markus Parzeller (* 17. Januar 1964 in Augsburg) ist ein deutscher Rechtsmediziner und Rechtsanwalt. Er forscht und lehrt als Professor an der Goethe-Universität Frankfurt am Main.

## Ausbildung und Beruf
Nach Schulbesuch und Abitur in Fulda absolvierte Parzeller ein Studium der Medizin an der Philipps-Universität Marburg und der Julius-Maximilians-Universität Würzburg. Nach seiner Promotion in Würzburg 1992 arbeitete er für ein Pharmaunternehmen. 1994 begann er an der Universität Mannheim noch einmal ein Studium der Rechtswissenschaften, das er im Jahr 2000 an der Goethe-Universität Frankfurt am Main abschloss. Bereits ab 1998 war er Wissenschaftlicher Mitarbeiter am Institut für Rechtsmedizin der Frankfurter Universität. 2008 konnte er sich dort für Medizin habilitieren; eine zusätzliche Rechtsanwaltstätigkeit hatte er 2002 begonnen und bis 2009 fortgeführt, seine Arbeitsgebiete waren dabei Medizinrecht, Pharmarecht, Sportrecht und Strafrecht. In den auf die Habilitation folgenden Jahren initiierte Parzeller eine Kooperation zwischen dem Institut für Rechtsmedizin und dem Institut für Kriminologie und Strafrecht.
Markus Parzeller ist Professor am Institut für Rechtsmedizin der Universität Frankfurt am Main.

## Fachliche Interessen
Makus Parzellers Interessen liegen an den Berührungspunkten von Recht und Medizin. Sein besonderes Augenmerk liegt dabei auf folgenden Themen
- rechtliche und medizinische Fragen des Drogenmissbrauchs im Sport
- medizinisch-rechtlich-ethische Aspekte der Schweigepflicht des Arztes
- Probleme der forensischen Altersdiagnostik bei Erwachsenen
- Organtransplantation und Todesdefinition

2009 kritisierte Parzeller da Arzneimittelgesetz aufgrund der Unbestimmtheit der verbotenen Substanzen im Sport. Für seinen Aufsatz zu der Thematik Doping – Statische oder dynamische Verweisung? wurde er von der Deutschen Gesellschaft für Gesetzgebung ausgezeichnet.

## Auszeichnungen
- Konrad-Händel-Stiftungspreis, 2011
- Preis für Gute Gesetzgebung, 2011 der Deutschen Gesellschaft für Gesetzgebung[1]

## Ausgewählte Veröffentlichungen
- Stochastische Reaktionszeitaudiometer – Messungen mit Schwerhörigen. Universität Würzburg, 1992. (Dissertation)
- Forensische und thanatologische Analyse nationaler gesetzlicher Vorgaben für die postmortale Gewebemedizin unter Berücksichtigung europarechtlicher Bezüge, Universität Frankfurt am Main, 2008. (Habilitationsschrift)
- Praxishandbuch forensische Altersdiagnostik bei Lebende. Medizinische und rechtliche Grundlagen. Boorberg, Stuttgart 2008. ISBN 978-3-415-03970-4. (Herausgeber)